# Jaskinia Wielka Śnieżna

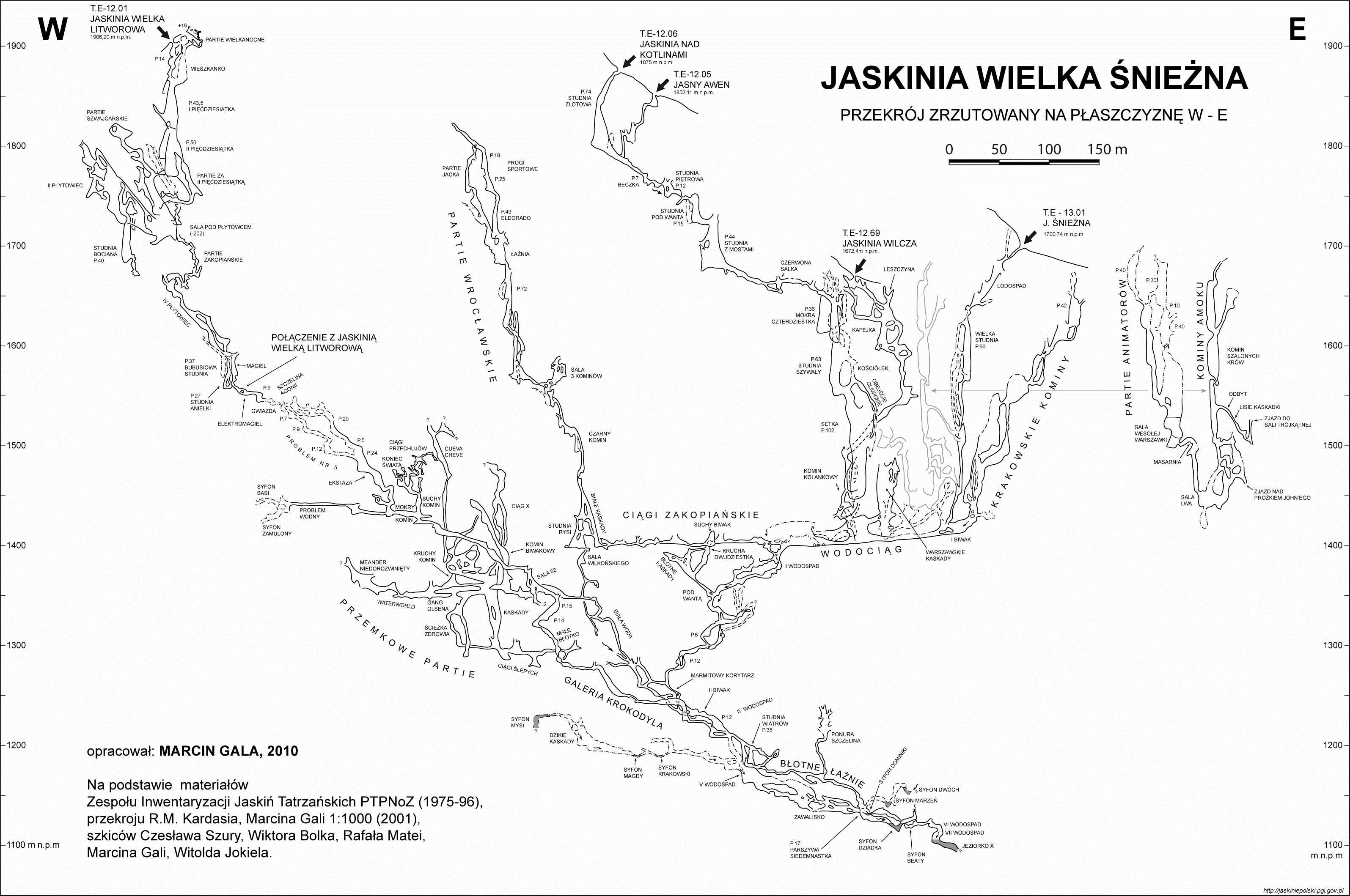
Przekrój całej jaskini

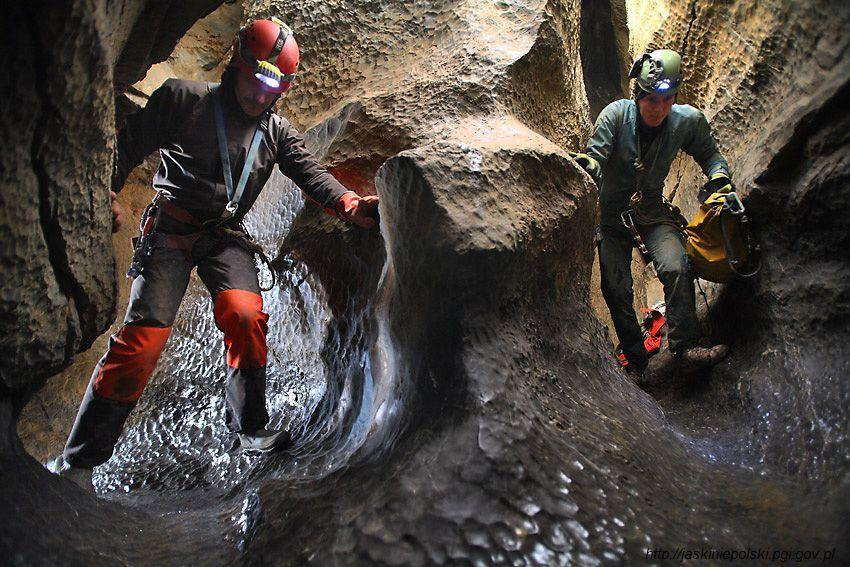
Korkociąg

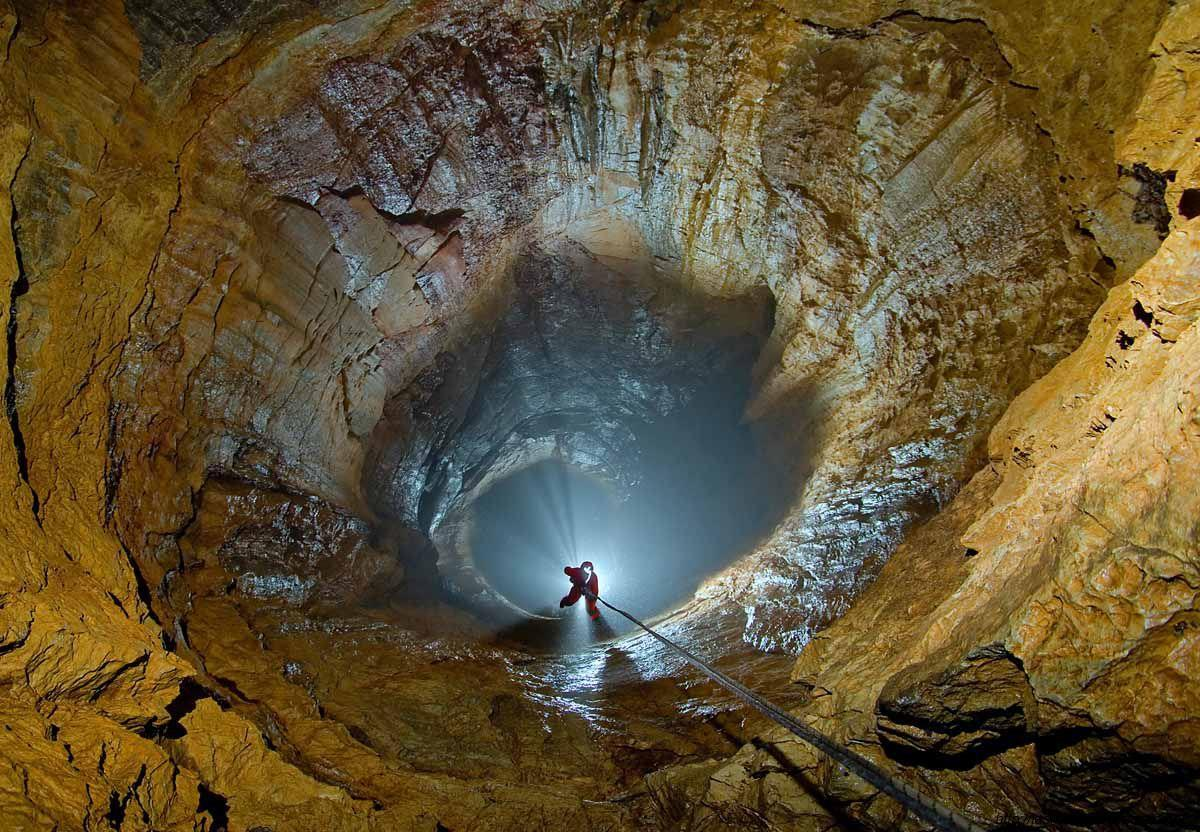
Wielka Studnia

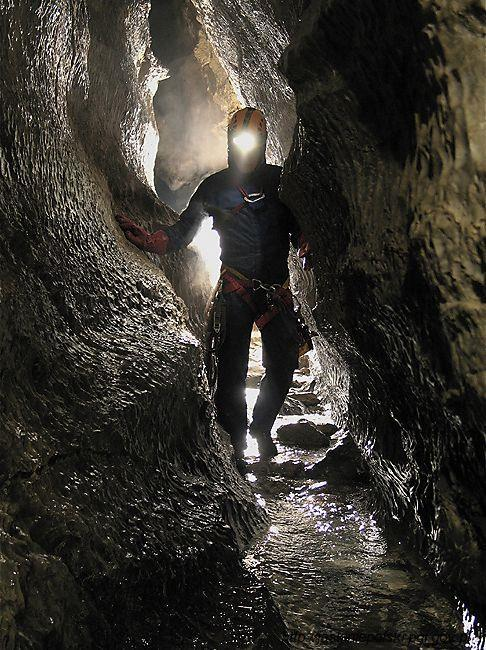
Wodociąg

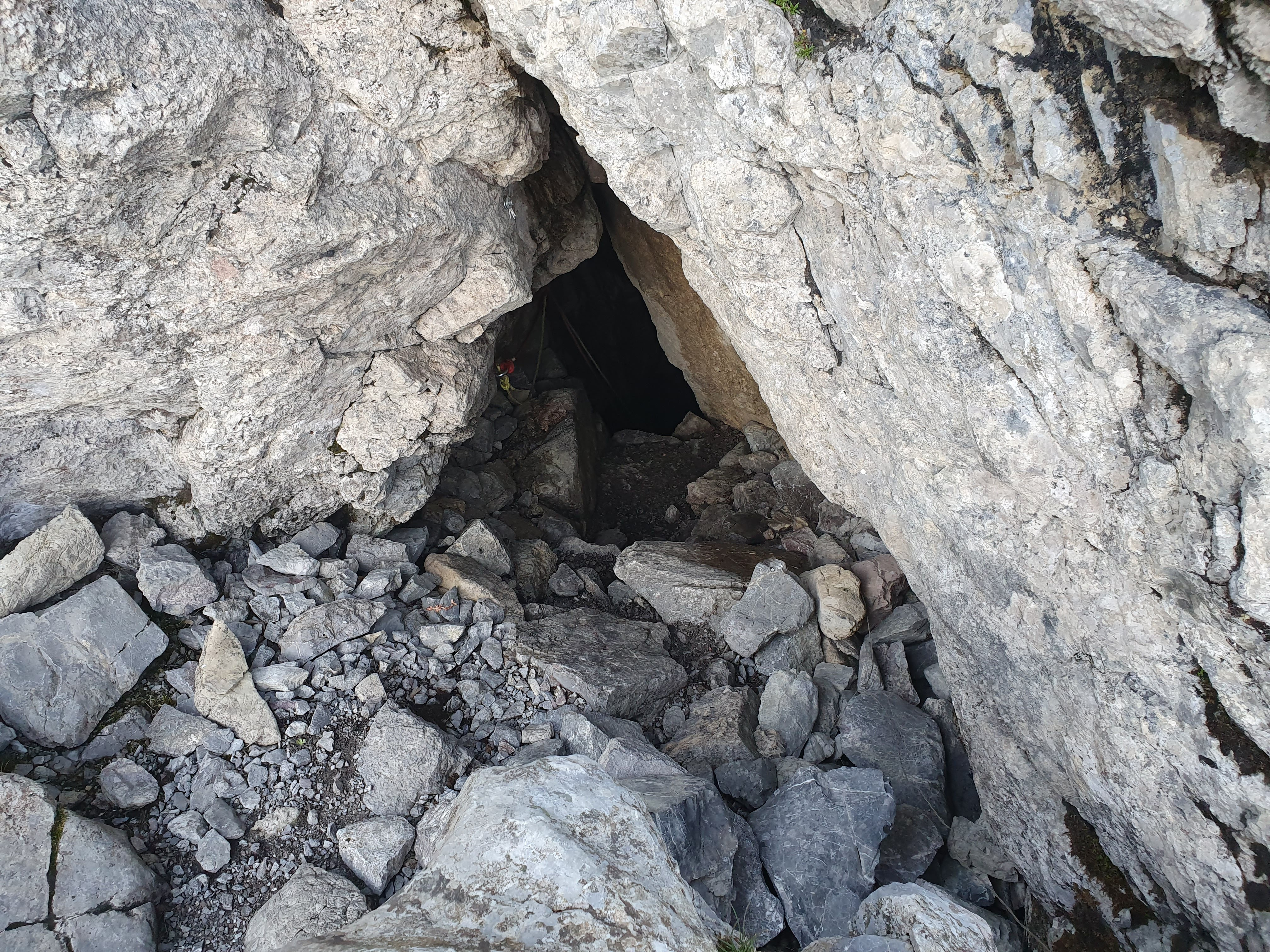
Otwór Jaskini Śnieżnej

Jaskinia Wielka Śnieżna (Wielka Jaskinia Śnieżna, System Jaskiniowy Nad Kotlinami - Śnieżna) – najgłębsza i najdłuższa jaskinia Polski oraz najgłębsza jaskinia Tatr. Niektóre części jaskini są słabo zbadane i udokumentowane. Długość odkrytych dotychczas korytarzy wynosi 23 753 metry, a deniwelacja 824 metry.

Jaskinia Wielka Śnieżna jest określeniem obejmującym 5 jaskiń poznawanych niezależnie od siebie i w wyniku odkryć w pewnym momencie (w różnych latach) łączonych  ze sobą. Są to: Jaskinia Śnieżna, Jaskinia Wielka Litworowa, Jaskinia nad Kotlinami, Jasny Awen i Jaskinia Wilcza. 

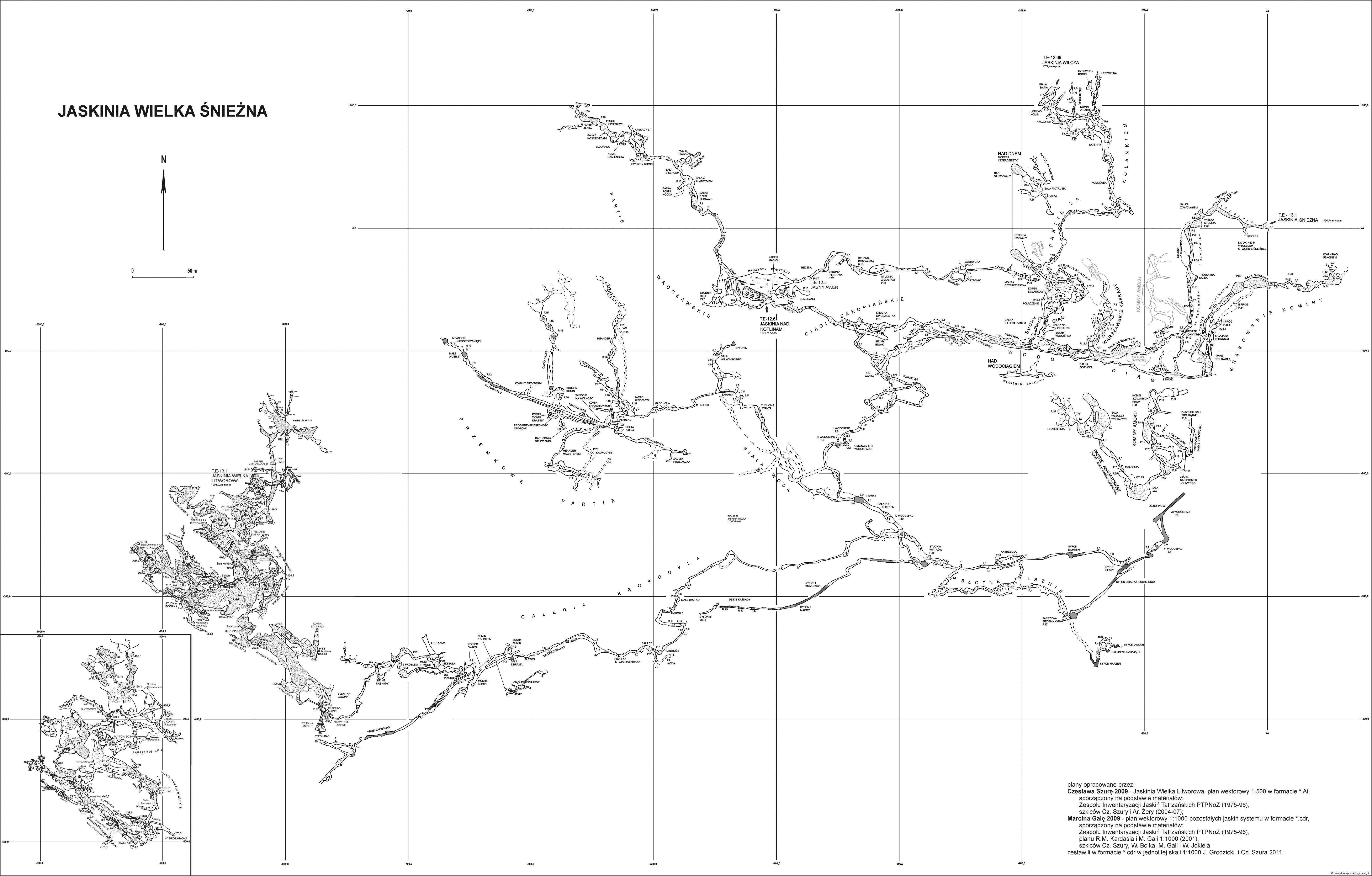
Plan całej jaskini

## Jaskinia Śnieżna
Wejście do niej znajduje się w Wyżniej Świstówce w Dolinie Małej Łąki u podnóża ściany opadającej z Kotlin na wysokości 1701 metrów n.p.m. Jaskinia stanowi główną, najwcześniej poznaną część systemu Jaskini Wielkiej Śnieżnej. Jej długość wynosi około 14 954 metry, a deniwelacja 622 metry.

### Opis jaskini
Partie wejściowe. Otwór wejściowy jest trójkątny o szerokości i wysokości około 2 metrów. Za nim położony jest stromo opadający korytarz Rura (w bok skierowane są niezbadane korytarzyki), który przechodzi w obszerny Lodospad (50 metrów głębokości). Poniżej znajduje się Salka z Wyciągiem i zaczyna się Wielka Studnia (66 metrów głębokości) (na zdjęciu). Za nią rozpoczyna się ciąg progów nazwanych Pierwszy Płytowiec (3 progi) (na zdjęciu) i Drugi Płytowiec (3 progi). Następnie korytarz prowadzi do miejsca zwanego Pierwszy Biwak (−280 metrów). Ciągnie się tu korytarz Wodociąg (na zdjęciu) z płynącym potokiem, łączący poszczególne partie jaskini.
Studnie za Trawersem. Partie te zaczynają się bocznym korytarzykiem na początku Wielkiej Studni. Korytarzyk przechodzi w studnie, o różnej wysokości, położone równolegle do Wielkiej Studni. Najniższa z nich Beczkowata Studnia dochodzi do Pierwszego Płytowca.
Kominy Amoku i Partie Animatorów.  Boczna odnoga odchodząca od Drugiego Płytowca, a dalej do Sali Lwa. Znajdują się tu wysokie kominy w większości równoległe do Wielkiej Studni. Kominy Amoku zaczynają się w Sali Lwa. Największy z kominów – Komin Szalonych Krów ma 45 metrów wysokości. Partie Animatorów również zaczynają się w Sali Lwa. Komin wysokości 35 metrów doprowadza do jednej z większych sal jaskini – Sali Wesołej Warszawki (45 × 15 metrów). Odchodzą stąd niezbadane do tej pory głębokie kominy i studnie.
Krakowskie Kominy. Partie te odchodzą od Wodociągu. Jest to szereg kominów połączonych dużymi salami. Najwyższy komin ma 42 metry wysokości.
Ciągi Zakopiańskie – Partie Wrocławskie. Ciągi Zakopiańskie odchodzą od Wodociągu i są stosunkowo poziome. Najbardziej charakterystyczne miejsca to: Salka Gotycka z Wodospadem I (15,5 metra wysokości) i Suchy Biwak. Odchodzą od nich Partie Wrocławskie – ciąg korytarzy pnących się gwałtownie w górę. Znajdują się tam m.in. Białe Kaskady i Sala 3 Kominów.
Warszawskie Kaskady. Partie jaskini odchodzące od Salki Gotyckiej. Znajduje się tu duża ilość jeziorek, kaskad i wodospadów.
Biała Woda – Przemkowe Partie. Od Wodospadu I prowadzi parę korytarzy dochodzących do miejsca nazwanego Pod Wantą. Stąd albo suchym korytarzem Korkociąg (na zdjęciu) albo ciągiem malowniczych kaskad można dojść do Salki ze Żwirem, Wodospadu II i Wodospadu III. W bok od Białej Wody odchodzą Przemkowe Partie. Charakterystyczne są w nich: Komin Biwakowy, Ścieżka Zdrowia i dwa duże korytarze: Meander Magisterski i Gang Olsena.
Marmitowy Korytarz – Błotne Łaźnie – Syfon Dziadka. Najniżej położona część jaskini. Z Partii Białej Wody odchodzi w dół Marmitowy Korytarz z jeziorkiem. Dochodzi on do Biwaku II. Poniżej pojawia się potok tworzący Wodospad IV. W bok odchodzi Galeria Krokodyla, w dół natomiast spływa potok tworzący Wodospad V.  Tu korytarze rozdzielają się. Jeden prowadzi przez Studnię Wiatrów (35 metrów głębokości) do historycznego dna jaskini – Syfonu Dominiki, drugi poprzez trawers studni doprowadza wśród wodospadów i studnie (m.in. Parszywą Siedemnastkę) do najniższego miejsca w całej Jaskini Wielkiej Śnieżnej dostępnym bez nurkowania – Syfonu Dziadka (−784,8 metra). Nurkując natomiast w Syfonie Dominiki, można dostać się do niezalanych korytarzy, gdzie znajduje się Syfon Beaty. Następnie idąc korytarzem i mijając Wodospad VI, dociera się do niezbadanych korytarzy z syfonem o nazwie Jeziorko X. Głębokość −7,1 metra osiągnięta w syfonie jest aktualnie najgłębszym poznanym punktem całej jaskini (−808 metrów).
Galeria Krokodyla – połączenie z Jaskinią Wielką Litworową. W bok od Wodospadu IV odchodzi korytarz z kaskadami do Galerii Krokodyla. Można tu spotkać partie Koniec Świata i Koniec Świata II, Suchy Komin i Mokry Komin. Wspinając się trzema wysokimi kominami, można dotrzeć do Partii Za Czterema Zaciskami. Dalej znajduje się sztucznie poszerzona Szczelina Elektromagla łącząca Jaskinię Śnieżną z Jaskinią Wielką Litworową.
Rejon Połączenia. Od Partii Animatorów odchodzą Partie za Kolankiem. Są tu korytarze z progami i ciekiem wodnym. Łączą się one w Białej Salce z Jaskinią Wilczą. W pobliżu znajdują się również korytarze łączące jaskinię z Jaskinią nad Kotlinami.

## Jaskinia Wielka Litworowa
Druga pod względem długości jaskinia w systemie Jaskini Wielkiej Śnieżnej. Wejście do niej znajduje się w Dolinie Litworowej w zboczu Małołączniaka na wysokości 1906 metrów n.p.m. Jej długość wynosi 7185 metrów, a deniwelacja 370 metrów.

### Opis jaskini

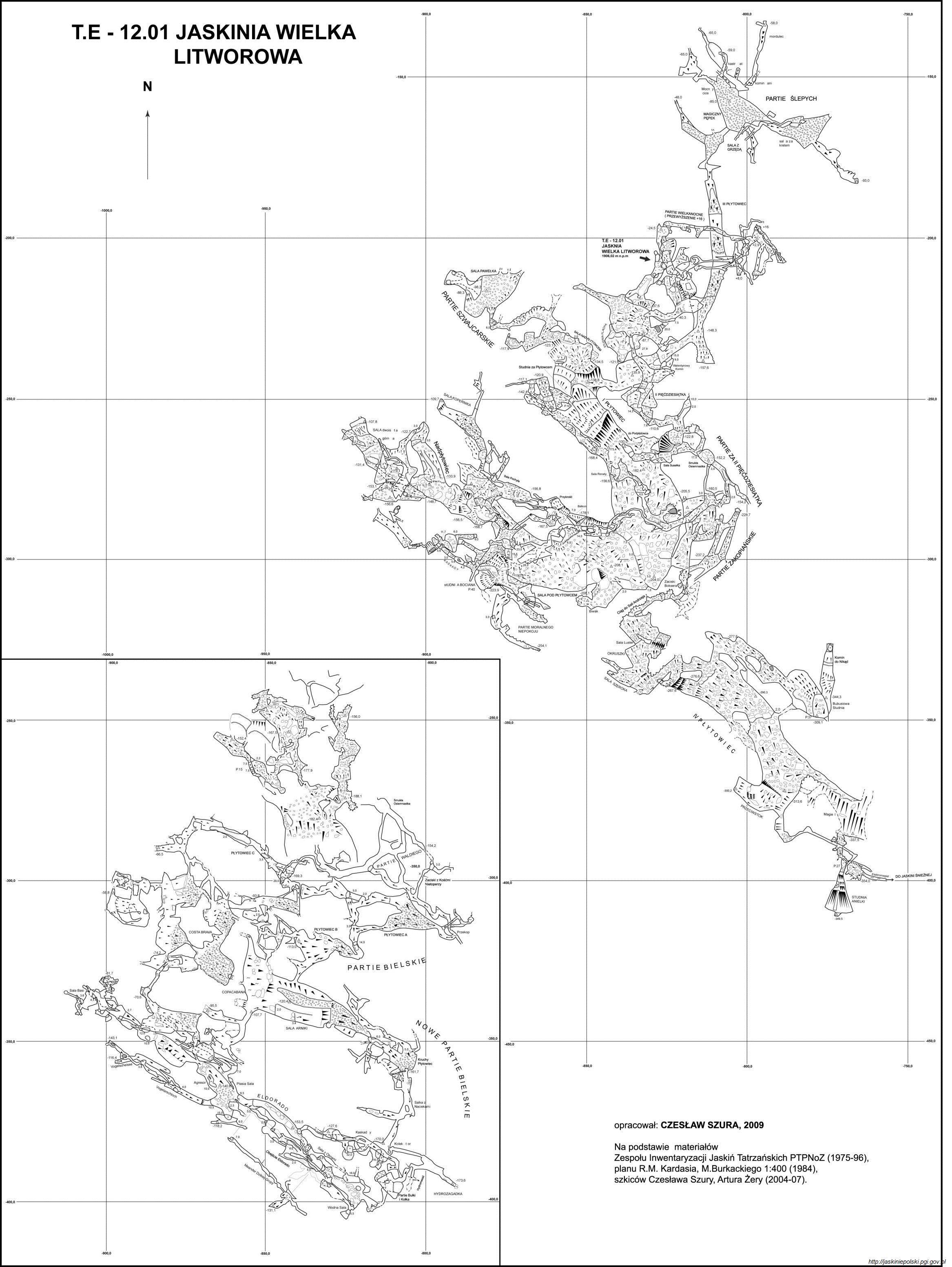
Plan Jaskini Wielkiej Litworowej

Jest to jaskinia o ukształtowaniu pionowym. Otwór wejściowy jest wylotem studni (14 metrów). Doprowadza ona do głównego korytarza jaskini. W bok odchodzą Partie Wielkanocne i Mieszkanko. Ciąg główny prowadzi dalej przez głębokie studnie: Pierwszą Pięćdziesiątkę (43,5 metra głębokości), Studnię Flacha (28 metrów) i Drugą Pięćdziesiątkę (50 metrów). W bok studni odchodzi boczna odnoga – Partie Bielskie i Nowe Partie Bielskie. Z dna Drugiej Pięćdziesiątki korytarz główny prowadzi do progu Pierwszy Płytowiec, do Sali pod Płytowcem (odchodzą stąd Partie Zakopiańskie) oraz trzech kolejnych Płytowców. Stąd opada korytarz prowadzący do Magla – miejsca połączenia z Jaskinią Śnieżną.
Partie Wielkanocne.  Prowadzą do najwyższego punktu jaskini. Jest to ciąg niewielkich korytarzyków i kominów.
Mieszkanko. Charakterystyczne miejsca to: Salka J, Salka z Antresolą, Balkon Apaczów, komin Eskalator.
Partie za Drugą Pięćdziesiątką, Partie Bielskie i Nowe Partie Bielskie. Wielka boczna odnoga jaskini o łącznej długości około 2800 metrów. Najpierw prowadzi do Salki Susełka, a następnie do studni Smukłej Osiemnastki. Dalej główny korytarz Partii Bielskich biegnie progami skalnymi do sali Kolektor z wodospadem (w bok odchodzą Partie Bułki i Kołka), Górnych Kaskad i Kominka Eldorado. Stąd korytarz z Wielką Wantą wiedzie do Wodnej Sali. Od kominka Eldorado inny korytarz prowadzi m.in. do Ptasiej Sali i Zawaliska.
Partie Zakopiańskie. Jest to ciąg wąskich salek i studzienek z okresową strugą wody.

## Jaskinia nad Kotlinami
Wejście do niej znajduje się w Wyżniej Świstówce w Dolinie Małej Łąki w pasie skałek zamykających od góry Kotliny na wysokości 1875 metrów n.p.m. W pobliżu jest otwór Jaskini Małołąckiej. Długość Jaskini nad Kotlinami wynosi około 1465 metrów, a deniwelacja 433,5 metra.

### Opis jaskini
Jest to jaskinia o ukształtowaniu pionowym. Niewielki otwór prowadzi do korytarzyka rozszerzającego się w pochylnię schodzącą nad Studnię Zlotową o głębokości 74 metrów. Z dna studni Korytarz Piarżysty (znajduje się tu połączenie z Jasnym Awenem) prowadzi do następnych studni: Beczki, Studni Piętrowej, Studni pod Wantą, Studni z Mostami (44 metry głębokości). Dalej znajduje się Czerwona Salka i znów studnie: Mokra Czterdziestka (36 metrów głębokości), Studnia Szywały (63 metry). Poniżej ciąg główny prowadzi do największej studni w całym systemie Jaskini Wielkiej Śnieżnej – Setki (110 metrów zjazdu). Na dnie studni znajduje się połączenie z Jaskinią Śnieżną.

## Jasny Awen
Otwór jaskini znajduje się 40 metrów od wejścia do Jaskini nad Kotlinami w Wyżniej Świstówce w Dolinie Małej Łąki na wysokości 1852 metrów n.p.m. W pobliżu jest otwór jaskini Studnia z Kosówką. Długość Jasnego Awenu wynosi około 115 metrów, a deniwelacja 61 metrów.  

### Opis jaskini
Jest to jaskinia o ukształtowaniu pionowym. Zaczyna się studnią o głębokości 10 metrów. Następnie korytarz opada w dół do zacisku Bumerang, za którym znajdują się dwie studnie doprowadzające do Piarżystego Korytarza w Jaskini nad Kotlinami.

## Jaskinia Wilcza
To najmniejsza jaskinia w systemie. Wejście do niej znajduje się w Dolinie Małej Łąki w ścianach opadających z Kotlin do Niżniej Świstówki na wysokości 1672 metrów n.p.m. Jej długość wynosi około 54,7 metra, a deniwelacja 16 metrów.

### Opis jaskini
Jaskinia zaczyna się 5-metrową pochylnią doprowadzającą do 7-metrowego progu, a dalej do salki, skąd poprzez zacisk połączona jest z Jaskinią Śnieżną.

## Przyroda
W Jaskini Wielkiej Śnieżnej występuje bardzo dużo cieków wodnych. Łączą się one w niższych partiach jaskini w coraz większe ciągi wodne, doprowadzające wodę do końcowych syfonów. Barwienie potoku w Wodociągu wykazało, iż spływająca ciągiem głównym przez Syfon Dominiki woda wypływa w Lodowym Źródle. W wielu miejscach jaskini występuje deszcz podziemny.
Większe ilości stałego śniegu i lodu zalegają we wstępnych partiach Jaskini Śnieżnej. W Jaskini Wielkiej Litworowej zamarza jeziorko na dnie Pierwszej Pięćdziesiątki, a lód utrzymuje się często do lata.
Występowanie fauny w jaskini nie było badane, prawdopodobnie w systemie występuje głównie fauna wodna i nietoperze.

## Opis odkryć
| Data           | Nazwy jaskiń            | Nazwy jaskiń            | Nazwy jaskiń            | Nazwy jaskiń            | Nazwy jaskiń            |
| -------------- | ----------------------- | ----------------------- | ----------------------- | ----------------------- | ----------------------- |
| znane od dawna | –                       | –                       | Jasny Awen              | J. Wielka Litworowa     | –                       |
| 1959           | Jaskinia Śnieżna        | –                       | Jasny Awen              | J. Wielka Litworowa     | –                       |
| 1966           | Jaskinia Śnieżna        | Jaskinia nad Kotlinami  | Jasny Awen              | J. Wielka Litworowa     | –                       |
| 1969           | Jaskinia Wielka Śnieżna | Jaskinia Wielka Śnieżna | Jasny Awen              | J. Wielka Litworowa     | –                       |
| 1979           | Jaskinia Wielka Śnieżna | Jaskinia Wielka Śnieżna | Jaskinia Wielka Śnieżna | J. Wielka Litworowa     | –                       |
| 1996           | Jaskinia Wielka Śnieżna | Jaskinia Wielka Śnieżna | Jaskinia Wielka Śnieżna | Jaskinia Wielka Śnieżna | Jaskinia Wilcza         |
| 1999           | Jaskinia Wielka Śnieżna | Jaskinia Wielka Śnieżna | Jaskinia Wielka Śnieżna | Jaskinia Wielka Śnieżna | Jaskinia Wielka Śnieżna |

System Jaskini Wielkiej Śnieżnej był odkrywany jako kilka niezależnych jaskiń. Od dawna była znana Jaskinia Wielka Litworowa oraz Jasny Awen. Otwór Jaskini Śnieżnej został odkryty przez grotołazów zakopiańskich (Józef Frączek i Bronisław Nowina-Noiszewski) w roku 1959 na podstawie wskazówek górali. Jaskinię nad Kotlinami odkryto siedem lat później (Christian Parma), z kolei Jaskinię Wilczą dopiero w roku 1996 jako rezultat badania przepływu powietrza.
W Jaskini Śnieżnej już rok po odkryciu udało się uzyskać głębokość −545 metrów, co dawało jej wówczas 4. pozycję wśród najgłębszych jaskiń na świecie. W 1961 roku osiągnięto syfon na poziomie −567 metrów. Jaskinia nad Kotlinami w 1969 roku została wyeksplorowana do −450 metrów i połączyła się ze Śnieżną, a całość uzyskała nazwę Jaskini Wielkiej Śnieżnej. Głębokość całego systemu ustaliła się wówczas na 783 metrach (wtedy 6. miejsce na świecie). Jaskinię Jasny Awen przyłączono do Wielkiej Śnieżnej w roku 1978. W latach 1972–1985 pokonano syfony Dominiki i Beaty i osiągnięto najniższy punkt jaskini (Jeziorko X). Następnie odkryto ciąg kominów zwany Partami Wrocławskimi oraz Galerię Krokodyla, która na przełomie 1995 i 1996 roku połączyła się z Jaskinią Wielką Litworową, zwiększając deniwelację jaskini o ponad 200 metrów. Kolejnych odkryć o łącznej długości ponad 7000 metrów dokonano w partiach: Przemkowych, Za Kolankiem, Amoku i Animatorów. W 1999 roku w skład systemu weszła Jaskinia Wilcza, stając się tym samym najniższym otworem Wielkiej Śnieżnej.
Na przełomie grudnia 1968 i stycznia 1969 wyprawa wrocławskiej Sekcji Grotołazów kierowana przez Bernarda Uchmańskiego dokonała wspinaczkowego wyjścia od Syfonu Dominiki do otworu jaskini. Był to ówczesny rekord świata (640 m pomiędzy dnem a otworem wejściowym jaskini) we wspinaczce jaskiniowej bez korzystania z lin i drabinek. Członkami wyprawy byli także Roman Galar, Jerzy Masełko, Andrzej Ostromęcki, Kazimierz Piotrowski i Norbert Pospieszny. Wszyscy zostali odznaczeni Medalem za Wybitne Osiągnięcia Sportowe.

## Wypadki
Mimo że w wyprawach do jaskiń tatrzańskich (poza jaskiniami udostępnionymi turystycznie) mogą brać udział wyłącznie osoby z uprawnieniami, odpowiednio przeszkolone i będące członkami klubów taternictwa jaskiniowego, dochodzi w nich do wypadków, a akcje ratunkowe w jaskiniach należą do najtrudniejszych.
Od chwili odkrycia Jaskini Wielkiej Śnieżnej doszło w niej do wielu wypadków, w tym siedmiu śmiertelnych.
Pierwszy wypadek śmiertelny miał miejsce 6 maja 1970 roku. Po trwającej trzy dni akcji w  Jaskini nad Kotlinami podczas wyjścia 70-metrową studnią zmarł z wyczerpania grotołaz z Gliwic Witold Szywała (studnia została nazwana jego nazwiskiem). Zespół, w którym Szywała wychodził jako ostatni nie był w stanie udzielić mu pomocy ani opuścić go na dno studni i zabezpieczyć do przybycia pomocy, pomimo iż jeden z uczestników opuścił się do Szywały gdy ten jeszcze żył. Zespół ratowniczy z powierzchni nie dotarł do Szywały w wyniku wypadku - wskutek zerwania liny nogę złamał Christian Parma, a dalszą akcję ratunkową przerwał nagły przybór wody spowodowany przez ocieplenie na powierzchni. Ciało Szywały zostało ostatecznie zabezpieczone przez zespół ratowników dopiero 25-26 czerwca i wydobyte na powierzchnię 14-19 lipca podczas akcji, w której brało udział 54 ratowników i grotołazów. Wypadek oraz problemy operacji ratowniczej ujawniły wiele problemów logistycznych oraz szkoleniowych, które stały się podstawą do szerokiej dyskusji w środowisku oraz zmian w programie szkoleniowym taterników jaskiniowych.
W sierpniu 1971 roku, wychodząc z Jaskini nad Kotlinami, w studni wejściowej, zginął doświadczony grotołaz z Częstochowy, Marek Żelechowski (przetarcie prusika).
W lipcu 1994 roku w Parszywej Siedemnastce zginął 24-letni grotołaz z Wrocławia (nie miał asekuracji).
W sierpniu 1997 roku w Studni Wiatrów, na skutek wypadnięcia z liny, zginął słowacki grotołaz (nie miał zawiązanego węzła na końcu liny).
W listopadzie 2001 roku w Studni z Mostami zginął, uderzony spadającym kamieniem, doświadczony grotołaz z Katowic, Waldemar Mucha.
17 sierpnia 2019 roku w Przemkowych Partiach zaginęło dwóch, odciętych przez wodę, grotołazów z Wrocławia. W skomplikowanej akcji, po 5 dniach wysadzania skał, ratownikom TOPR udało się dotrzeć do miejsca, z którego można było dostrzec ciało jednego z nich. Choć nie udało się do niego dostać, to intensywną akcję ratunkową zakończono. 30 sierpnia ratownicy dotarli do obu grotołazów. 5 września wydobyto ich ciała na powierzchnię.